# Dwars door België 1968
La Dwars door België 1968, ventiquattresima edizione della corsa, si svolse il 24 marzo su un percorso di 200 km, con partenza ed arrivo a Waregem. Fu vinta dal belga Walter Godefroot della squadra Flandria-De Clercq-Kruger, al suo secondo successo in questa competizione, davanti ai connazionali Willy Monty e Bernard Vandekerckhove.

## Ordine d'arrivo (Top 10)
| Pos. | Corridore              | Squadra                          | Tempo    |
| ---- | ---------------------- | -------------------------------- | -------- |
| 1    | Walter Godefroot       | Flandria-De Clercq-Kruger        | 5h19'00" |
| 2    | Willy Monty            | Pelforth-Sauvage-Lejeune         | s.t.     |
| 3    | Bernard Vandekerckhove | Pelforth-Sauvage-Lejeune         | s.t.     |
| 4    | Victor Van Schil       | Faema-Faemino                    | a 5"     |
| 5    | Julien Stevens         | Smith's                          | a 1'25"  |
| 6    | Eric De Vlaeminck      | Goldor-Hertekamp-Herta           | a 2'05"  |
| 7    | Gustaaf De Smet        | Pull Over Centrale-Tasmanie-Novy | a 2'10"  |
| 8    | Jo De Roo              | Caballero                        | s.t.     |
| 9    | Romain Deloof          | Flandria-De Clercq-Kruger        | s.t.     |
| 10   | Daniel Van Ryckeghem   | Mann-Grundig                     | s.t.     |